# Bisbat de Taiohae
El bisbat de Taiohae o Tefenuaenata (francès: Diocèse de Taiohae o Tefenuaenata, llatí: Dioecesis Taiohaëna seu Humanae Telluris) és una seu de l'Església Catòlica a França, sufragània de l'arquebisbat de Papeete. Al 2014 tenia 8.970 batejats sobre una població de 9.835 habitants. Actualment està regida pel bisbe Pascal Chang-Soi, SS.CC.

## Territori
La diòcesi comprèn les illes Marqueses, a la Polinèsia francesa.
La seu episcopal és la ciutat de Taiohae, a l'illa de Nuku Hiva, on es troba la catedral de Nostra Senyora.
El territori s'estén sobre 1.250 km², i està dividit en 26 parròquies.

## Història
El vicariat apostòlic de les Illes Marqueses va ser erigit el 9 de maig de 1848 amb la butlla Apostolicae servitutis del Papa Pius IX, amb territori desmembrat del vicariat apostòlic de l'Oceania Oriental (avui l'arxidiòcesi de Papeete).
El 21 de juny de 1966 el vicariat apostòlic va ser elevat al rang de diòcesi mitjançant la butlla Prophetarum voces del papa Pau VI, i va prendre el nom de diòcesi de Taiohae.
El 31 de maig de 1974 la diòcesi assumí el nom actual sota el decret Summus Pontifex de la Congregació per a l'Evangelització dels Pobles.

## Cronologia episcopal
- François Baudichon, SS.CC. † (9 de maig de 1848 - 17 de gener de 1855 renuncià)
- Ildefonse-René Dordillon, SS.CC. † (7 de desembre de 1855 - 11 de gener de 1888 mort)
- Rogatien-Joseph Martin, SS.CC. † (3 de juny de 1892 - 27 de maig de 1912 mort)
- Pierre-Marie-David Le Cadre, SS.CC. † (30 de desembre de 1920 - 21 de novembre de 1952 mort)
- Louis-Bertrand Tirilly, SS.CC. † (16 de novembre de 1953 - 17 de març de 1970 renuncià)
- Hervé-Maria Le Cléac'h, SS.CC. † (1 de març de 1973 - 31 de maig de 1986 renuncià)
- Guy André Dominique Marie Chevalier, SS.CC. (31 de maig de 1986 - 5 de setembre de 2015 jubilat)
- Pascal Chang-Soi, SS.CC., des del 5 de setembre de 2015

## Estadístiques
A finals del 2014, la diòcesi tenia 8.970 batejats sobre una població de 9.835 persones, equivalent al 91,2% del total.
| any  | població | població | població | sacerdots | sacerdots       | sacerdots       | sacerdots             | diaques | religiosos | religiosos | parròquies |
| ---- | -------- | -------- | -------- | --------- | --------------- | --------------- | --------------------- | ------- | ---------- | ---------- | ---------- |
| any  | batejats | total    | %        | total     | clergat secular | clergat regular | batejats por sacerdot | diaques | homes      | dones      |            |
| 1950 | 2.800    | 3.209    | 87,3     | 5         |                 | 5               | 560                   |         |            | 6          | 10         |
| 1969 | 4.928    | 5.426    | 90,8     | 6         |                 | 6               | 821                   |         | 6          | 9          | 6          |
| 1980 | 5.110    | 5.580    | 91,6     | 4         |                 | 4               | 1.277                 |         | 8          | 7          | 6          |
| 1990 | 6.765    | 7.510    | 90,1     | 6         | 1               | 5               | 1.127                 |         | 10         | 7          | 4          |
| 1999 | 7.470    | 8.310    | 89,9     | 5         | 1               | 4               | 1.494                 |         | 8          | 5          | 8          |
| 2000 | 7.575    | 8.420    | 90,0     | 6         | 1               | 5               | 1.262                 |         | 8          | 5          | 8          |
| 2001 | 7.615    | 8.455    | 90,1     | 6         | 1               | 5               | 1.269                 |         | 8          | 5          | 8          |
| 2002 | 7.720    | 8.580    | 90,0     | 6         | 1               | 5               | 1.286                 |         | 8          | 5          | 4          |
| 2003 | 7.820    | 8.710    | 89,8     | 4         | 1               | 3               | 1.955                 |         | 6          | 5          | 8          |
| 2004 | 7.930    | 8.815    | 90,0     | 4         | 1               | 3               | 1.982                 |         | 6          | 4          | 26         |
| 2010 | 8.310    | 9.220    | 90,1     | 5         | 2               | 3               | 1.662                 |         | 8          | 5          | 26         |
| 2014 | 8.970    | 9.835    | 91,2     | 4         | 2               | 2               | 2.242                 |         | 7          | 4          | 26         |